# 叠氮化银
叠氮化银（化学式：AgN3），白色固体，难溶于水和碱液，可溶于稀硝酸，具爆炸性。
爆炸温度300℃。

## 制取
它由叠氮化钠和硝酸银溶液混合得到：
AgNO3(𝑎𝑞)  +  NaN3(𝑎𝑞)  →  AgN3(𝑠)  +  NaNO3(𝑎𝑞)
叠氮酸与硝酸银在溶液中的反应非常灵敏，可以用来检验溶液中少于百万分之一的叠氮酸。联胺可以从硝酸银溶液中沉淀叠氮化银，也可以将银(Ⅰ)还原为单质银。

## 性质
该化合物不稳定，温度高于250°C时分解放出氮气，高于300°C时就会爆炸性分解为银和氮气：
2 AgN3(𝑠)  →  3 N2(𝑔)  +  2 Ag(𝑠)
叠氮化银可以与溴反应生成溴化银和氮气。
X射线晶体学显示AgN3中的银为平面正方形配位，与四个叠氮配体相连，并且每个叠氮配体以另一端与两个银配位，形成配位聚合物型的层状结构，层间有微弱的Ag－N作用。也可以认为Ag+是以4+2的高度变形八面体型与同一平面的4个叠氮根和上下平面的2个叠氮根配位，而叠氮根则在两端分别以2+1的形式与银离子配位。
|                              |              |                    |                        |
| 俯视叠氮化银晶体结构中的一层 | 层状结构堆积 | Ag+离子的4+2型配位 | N3−离子一端的2+1型配位 |